# Ulcinj
Ulcinj (en monténégrin cyrillique : Улцињ, prononcé /ǔlt͡siɲ/ ; en albanais : Ulqin ; en italien : Dulcigno) est une ville et une municipalité du sud-ouest du Monténégro. En 2003, la ville comptait 10 828 habitants et la municipalité 20 290. En 2009, la population de la ville était estimée à 11 056 habitants.
Ulcinj est la ville la plus au sud du Monténégro, située au bord de la mer Adriatique. Commune limitrophe de l'Albanie, la population de la municipalité est essentiellement composée d'Albanais (73,14 %).

## Géographie
Ulcinj est la plus importante ville albanophone du Monténégro, c'est aussi une station balnéaire très populaire bordée par la Velika Plaža (« Grande plage ») qui se prolonge jusqu'à la frontière albanaise à une quinzaine de kilomètres à l'est.
Ulcinj est encadrée à l'ouest par la ville de Bar, au nord par des reliefs abrupts qui la séparent du lac de Skadar, à l'est par l'Albanie et au sud par la mer Adriatique.

## Environnement
La ville bénéficie de la proximité de la mer, d'importantes zones humides naturelles et d'une zone humide artificielle, la saline d’Ulcinj. Elle est située dans une zone qui fut un refuge glaciaire lors des dernières glaciations, ce qui explique une biodiversité élevée par rapport aux pays plus nordiques et à une grande partie de l'Eurasie.

## Histoire
La présence humaine dans la région d'Ulcinj remonte à l'Âge de Bronze, des tumuli ayant été découverts dans le village proche de Zogaj. 
La ville fut fondée au Ve siècle av. J.-C. par les Grecs et assiégée par les Illyriens, ce qui en fait une des plus anciennes villes de la côte Adriatique. Une colonie provenant de Colchide se serait installée ici, un poème d'Apollonios de Rhodes attestant de leur présence au IIIe siècle av. J.-C.[réf. souhaitée]
En illyrien le nom de la ville était Ulkinon, où le radical Ulk signifie « loup »ayant notamment donné "ujk" en albanais. En latin, la ville était connue sous le nom de Ulcinium ou Olcinium.
Au Moyen Âge, un navire sarrasin fit naufrage sur la côte et les esclaves africains survivants furent accueillis par les locaux, qui les acceptèrent dans la ville.
La ville, d'abord sous domination byzantine, passe ensuite sous la suzeraineté serbe durant la dynastie Nemanjić.
En 1571, le corsaire Uludj Ali d'origine italienne et converti à l'islam s'empara de la ville.
La ville est aussi connue pour avoir accueilli Sabbataï Tsevi (1629-1676), messie juif. Après sa conversion forcée à l'Islam par le sultan Mehmet IV, il y passa ses derniers jours et l'on peut voir sa tombe dans la vieille ville.
Ulcinj devint un port monténégrin en 1878, à la suite de la guerre russo-turque qui vit la victoire des Russes alliés aux Monténégrins sur les Turcs.
En 1998 lors de la guerre du Kosovo, des milliers de Kosovars albanophones affluèrent vers Ulcinj et ses environs, où ils furent accueillis par la population albanophone.

## Localités de la municipalité d'Ulcinj
La municipalité d'Ulcinj compte 39 localités :

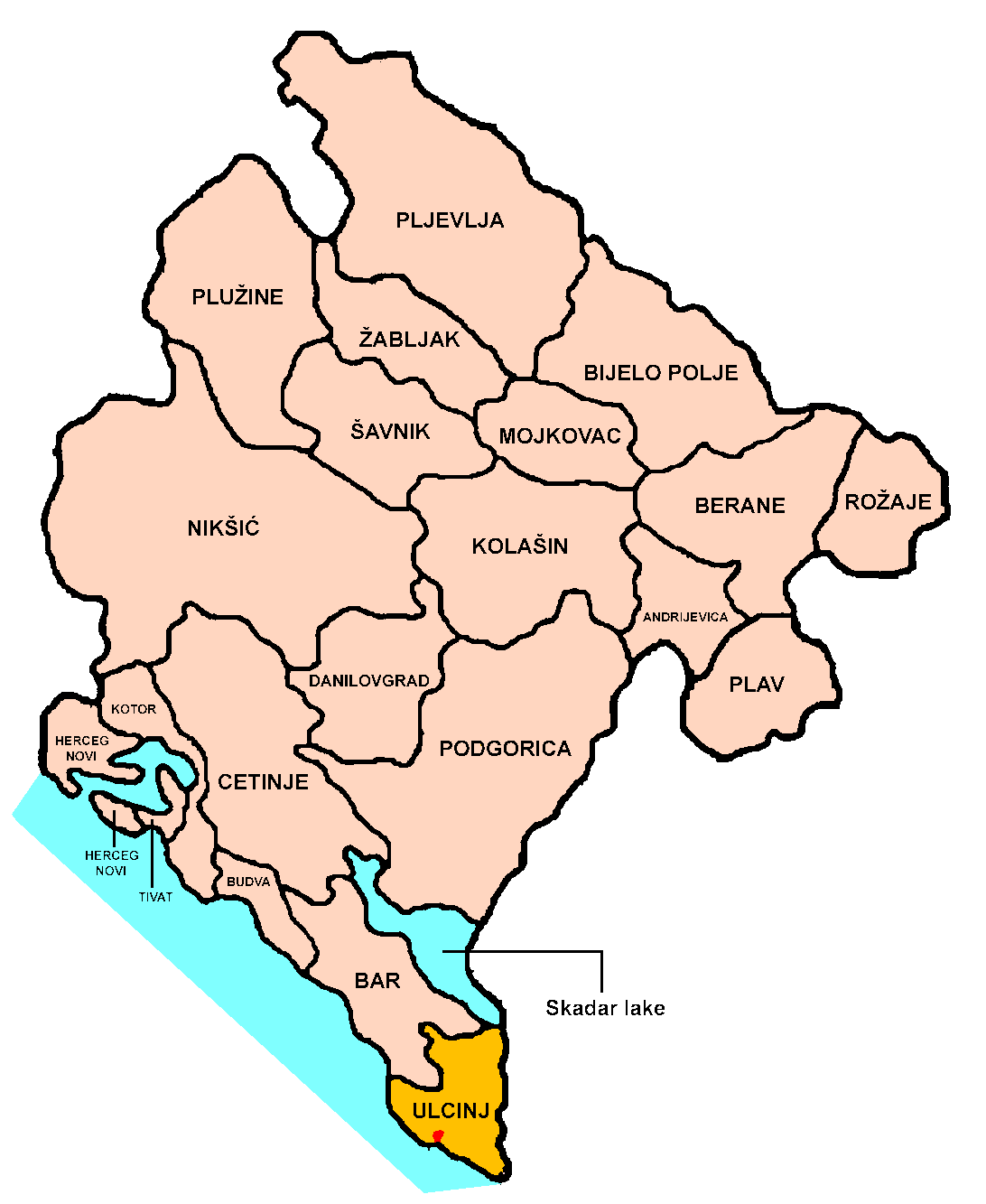
La municipalité d'Ulcinj

| - Ambula - Bijela Gora - Bojke - Brajše - Bratica - Briska Gora - Vladimir - Gornja Klezna - Gornji Štoj - Darza - Donja Klezna - Donji Štoj - Draginje | - Zoganj - Kaliman - Kodre - Kolonza - Kosići - Kravari - Kruta - Krute - Kruče - Leskovac - Lisna Bore - Međreč - Mide | - Možura - Pistula - Rastiš - Reč - Salč - Sveti Đorđe - Sukobin - Sutjel - Ćurke - Ulcinj - Fraskanjel - Šas - Štodra |

## Démographie

### Ville

#### Évolution historique de la population dans la ville
| 1948  | 1953  | 1961  | 1971  | 1981  |
| ----- | ----- | ----- | ----- | ----- |
| 4 385 | 4 919 | 5 705 | 7 459 | 9 140 |

| 1991   | 2003   | 2011   | 2023   | - |
| ------ | ------ | ------ | ------ | - |
| 11 144 | 10 828 | 10 707 | 11 488 | - |

## Tourisme
Le tourisme y est très développé. Sur les 2,5 millions d’étrangers reçus en 2019 au Monténégro, près de 400 000 avaient séjourné dans la seule commune de Ulcinj.

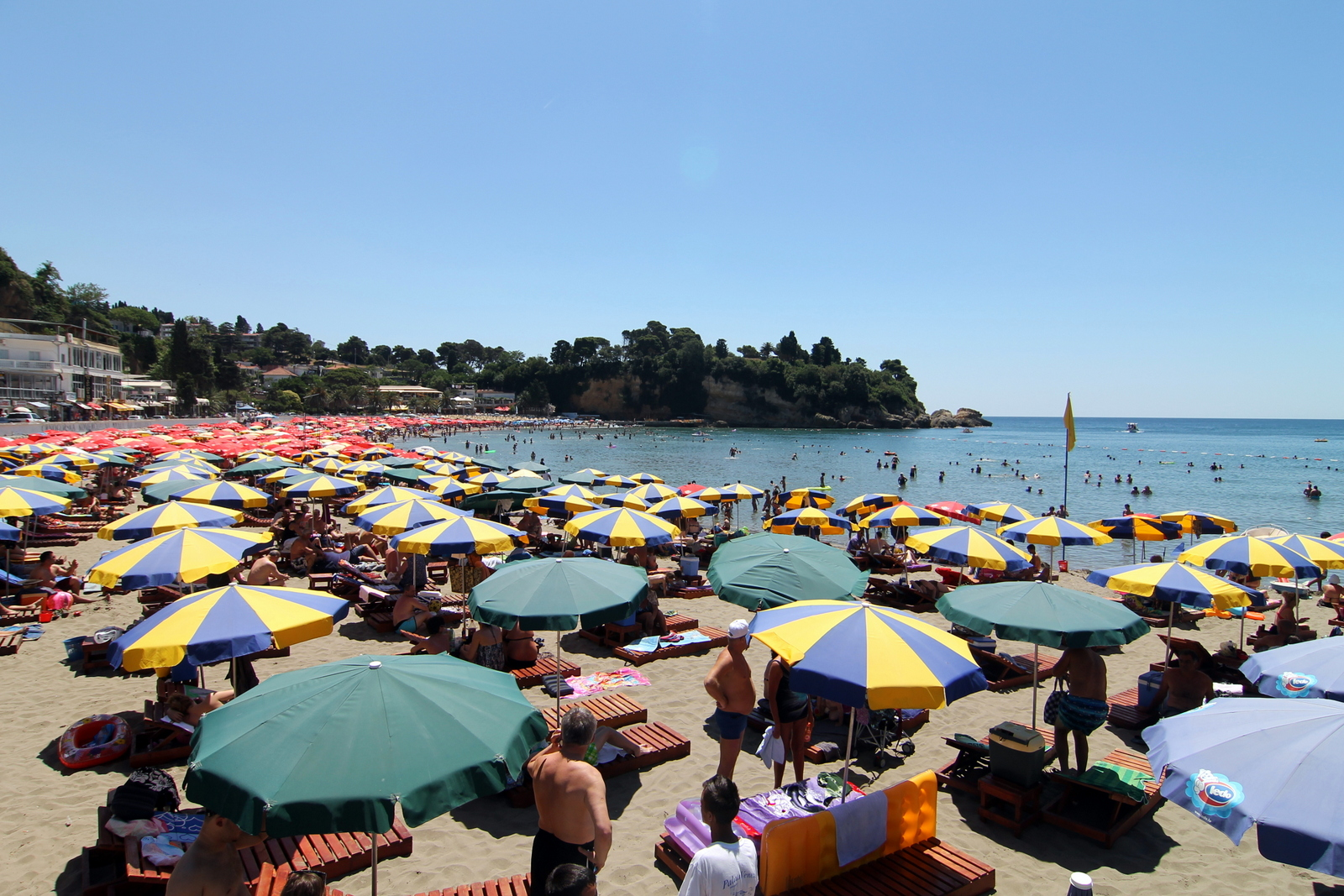
La plage principale, Mala Plaža.
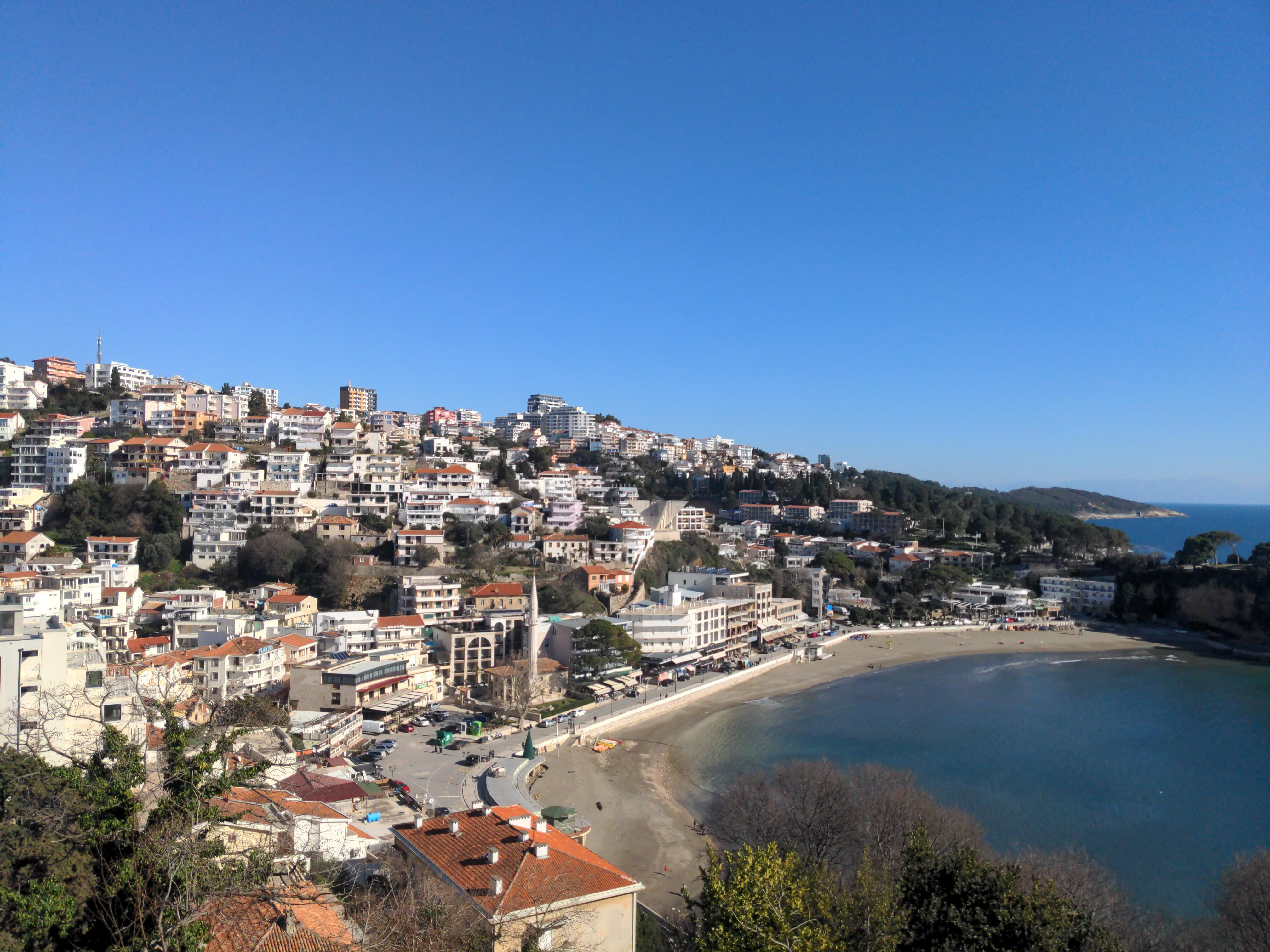
Vue d'Ulcinj depuis le château (Est)
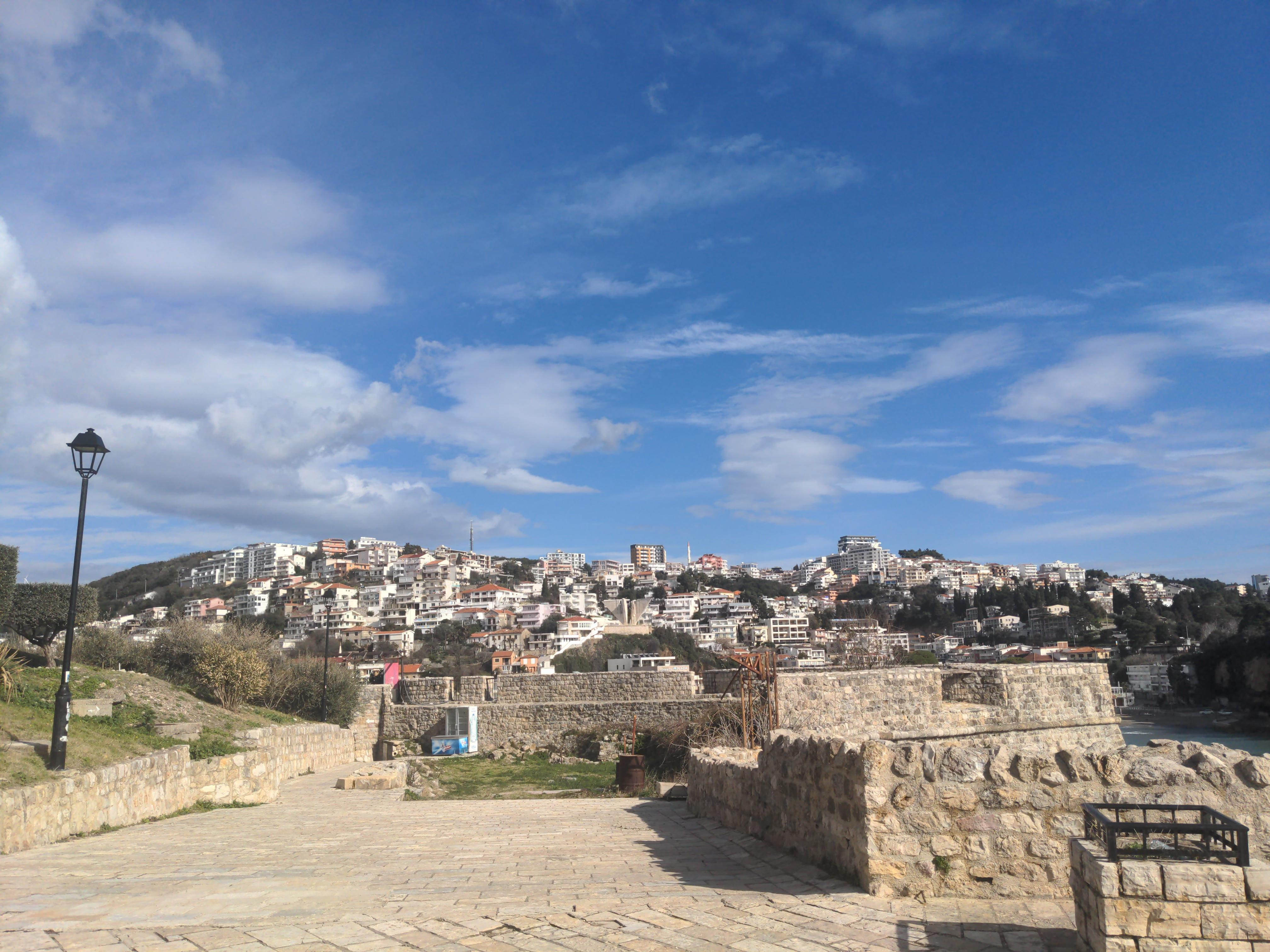
Vue d'Ulcinj (Est) depuis le château
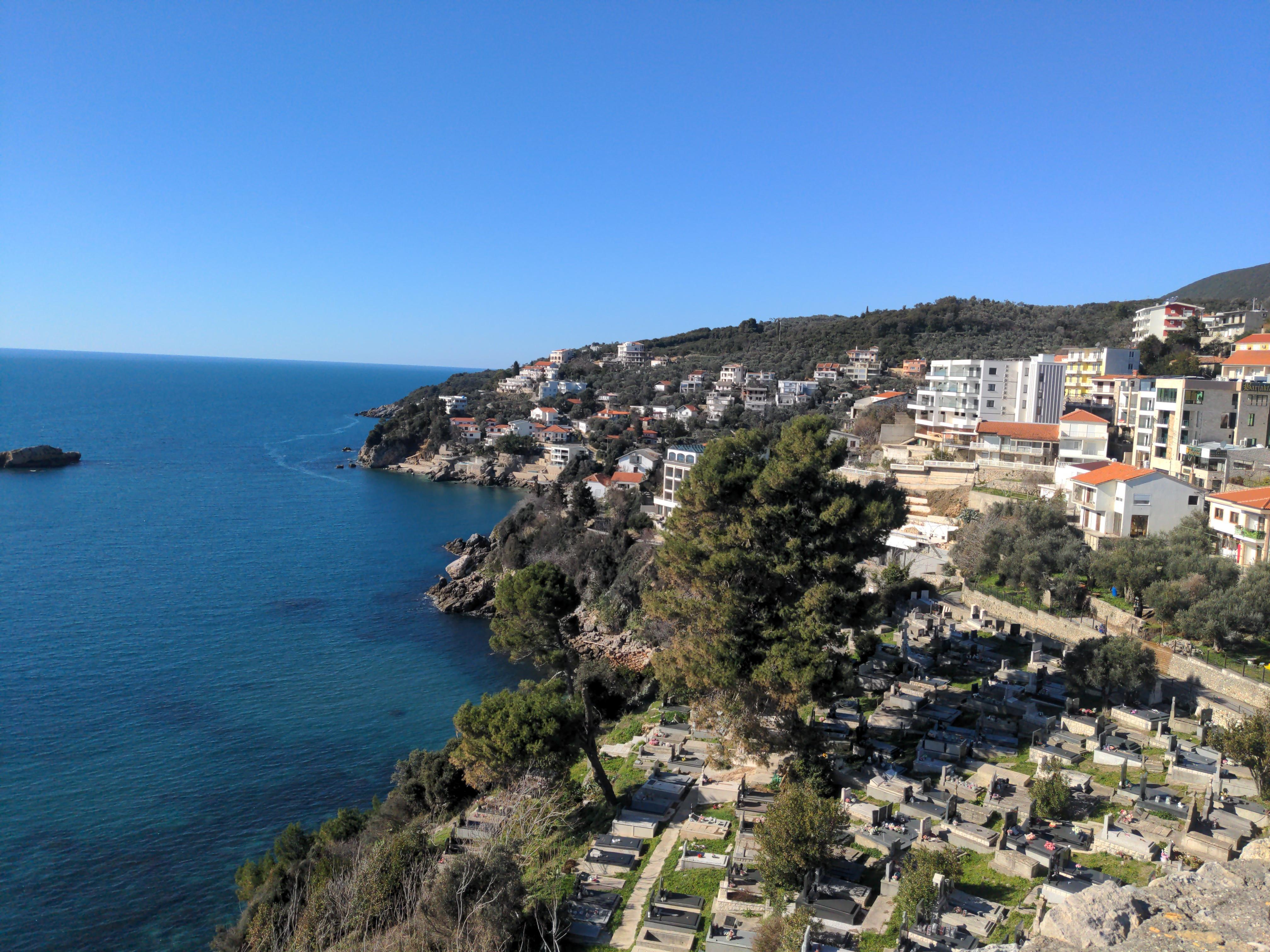
Vue de la ville d'Ulcinj depuis le château (Ouest)
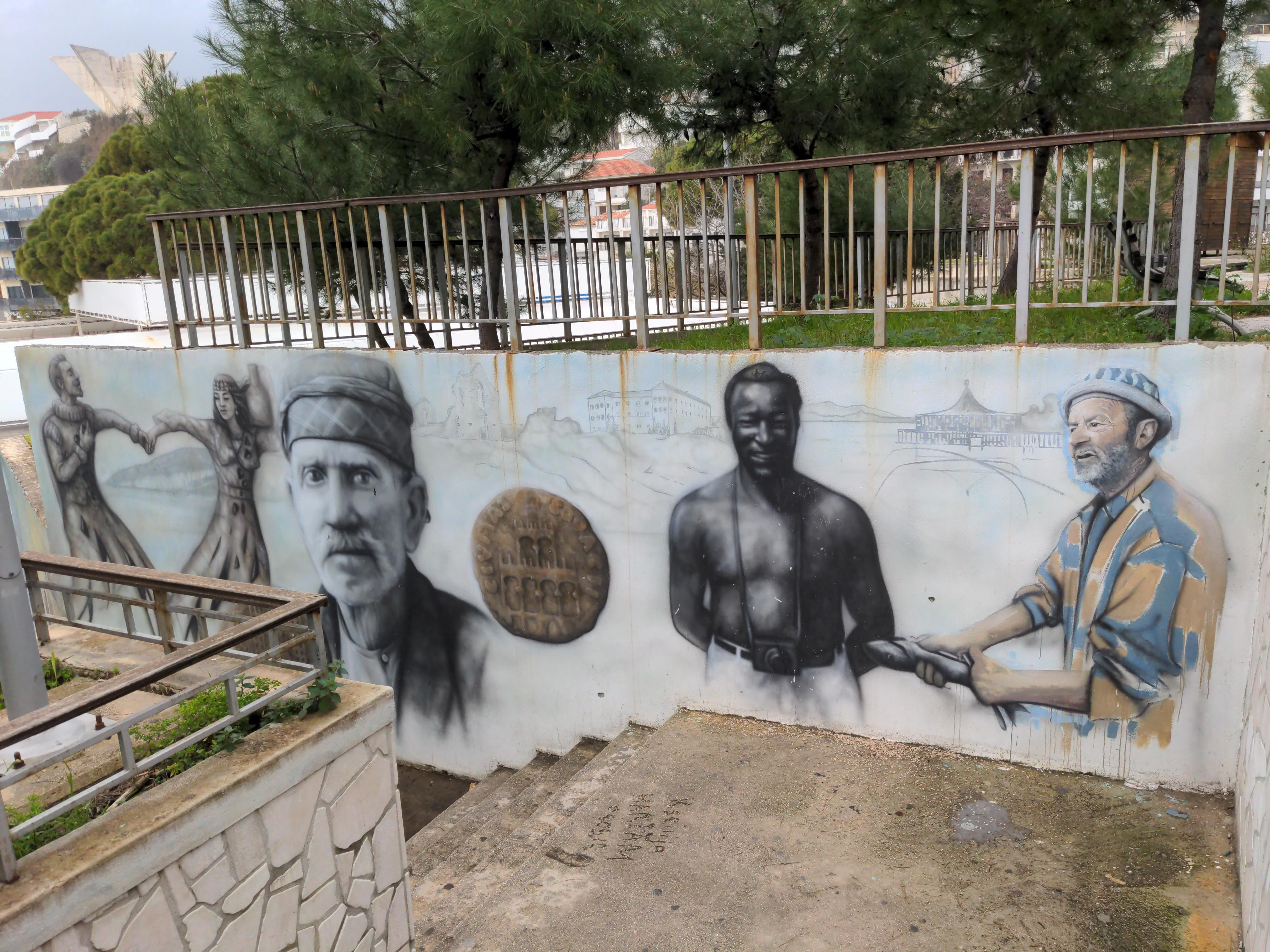
Art de rue à Ulcinj qui représente des scènes locales, notamment le photographe afro-albanais Rizo Šurla et le pêcheur Hari (dernier à droite).

### Le village naturiste d'Ada Bojana
L'île Bojana accueille depuis 1973 le centre de vacances naturiste Ada Bojana. Les naturistes ont le choix entre le camping, les bungalows et les maisons sur pilotis sur le Bojana. On y trouve depuis 1975 une école d'équitation, et plus récemment, un centre de windsurfing.
Le film yougoslave Lepota poroka ("La Beauté du péché") y a été tourné en 1985.